# Ichthyococcus intermedius
Ichthyococcus intermedius es una especie de pez del género Ichthyococcus.

## Descripción
Cuenta con 13 radios de la aleta dorsal, 14 radios de la aleta anal, 14 radios de la aleta pectoral y 8 branquiespinas. El cuerpo presenta escamas, 15,0 pulgadas de longitud de la cabeza, cuenta además con fotóforos y se sabe que está estrechamente emparentado con I. ovatus. La especie mide aproximadamente 5,3 cm de longitud (20,86 pulgadas).

## Distribución y hábitat
Se distribuye por el océano Pacífico, en Australia y Nueva Guinea, además en las islas Carolinas y Hawái. Especie marina oceánica y pelágica reportada a 300 m de profundidad, pudiendo alcanzar los 540-590 m. Encontrada en las coordenadas 22°N-24°S y 140°E-154°O. Según investigaciones, la especie I. elongatus también habita en las aguas hawaianas.